# 328.ª Divisão de Infantaria (Alemanha)
A 328ª Divisão de Infantaria (em alemão:328. Infanterie-Division) foi uma unidade militar que serviu no Exército alemão durante a Segunda Guerra Mundial.

## Comandantes
| Comandante                           | Data                                          |
| ------------------------------------ | --------------------------------------------- |
| Generalleutnant Albert Fett          | 15 de agosto de 1941 - 30 de dezembro de 1941 |
| Generalleutnant Wilhelm Behrens      | 30 de dezembro de 1941 - 3 de abril de 1942   |
| Generalleutnant Joachim von Tresckow | 3 de abril de 1942 - 20 de novembro de 1943   |

## Área de operações
| Frente Oriental, setor central | dezembro de 1941 - dezembro de 1942 |
| França                         | dezembro de 1942 - setembro de 1943 |
| Frente Oriental, setor sul     | setembro de 1943 - novembro de 1943 |